# Баллин, Камилло
Камилло Баллин (итал. Camillo Ballin MCCI, 24 июня 1944 года, Фонтанива, Италия — 12 апреля 2020) — католический прелат, епископ, викарий апостольского викариата Северной Аравии с 14 июля 2005 года, член монашеской конгрегации комбонианцев.

## Биография
В 1965 году Камилло Баллин вступил в монашескую конгрегацию комбонианцев. В 1968 году принял монашеские обеты. 9 сентября 1968 года принял вечные монашеские обеты. 4 июля 1967 года Камилло Баллин был рукоположён в священника. Изучал арабский язык в Ливане и Сирии, после чего с 1972 по 1977 год служил в Каире. с 1977 по 1980 год обучался в Университете Святого Духа в Бейруте и Папском Восточном институте в Риме. С 1981 по 1990 год был профессором Богословского института в Каире и супериором комбонианцев в Египте. С 1990 по 1997 год занимался организацией преподавания религиоведения в Судане. C 1997 по 2000 год занимался работой над диссертацией, которую защитил в Риме, получив научную степень доктора богословия. В 2000 году стал директором католического Института арабских исследований в Каире. В 2004 году опубликовал на арабском языке сочинение «История Церкви».
14 июля 2005 года Римский папа Бенедикт XVI назначил Камилло Баллина титулярным епископом Арны и викарием апостольского викариата Кувейта. 2 сентября 2005 года состоялось рукоположение Камилло Баллина в епископа, которое совершил кардинал Крешенцио Сепе в сослужении с апостольским нунцием в Кувейте, Омане и Бахрейне архиепископом Джузеппе да Андреа и титулярным епископом Тиниса Проконсуларийского.
31 мая 2011 года апостольский викариат Кувейта был переименован в апостольский викариат Северной Аравии и Камилло Баллин стал носить титул «викарий апостольского викариата Северной Аравии».